# Roswitha Ertl-Schmuck
Roswitha Ertl-Schmuck (geb. 1954) ist eine deutsche Krankenschwester, Pflegewissenschaftlerin und Fachautorin. Sie war bis 2020 Professorin für Gesundheit und Pflege und berufliche Didaktik an der Technischen Universität Dresden. Ertl-Schmuck hat zahlreiche Fachbücher zur Pflegedidaktik verfasst und herausgegeben und war bis November 2024 Mitglied der Fachkommission nach dem Pflegeberufegesetz, die Rahmenlehrpläne für die generalistische Pflegeausbildung erarbeitet.

## Akademischer Werdegang
Ertl-Schmuck machte zunächst eine Ausbildung zur Krankenschwester und entschloss sich dann zu einem Studium auf dem Zweiten Bildungsweg. Sie studierte Diplompädagogik mit dem Schwerpunkt Erwachsenenbildung. Der pädagogische Ansatz ihres Professors Erhard Meueler machte dabei einen besonderen Eindruck auf sie. Meueler verfolgte bei der Erwachsenenbildung einen subjektorientierten Ansatz als Alternative zum teilnehmerorientiert ausgerichteten Unterricht, der die Lernenden im Fokus hat, aber nicht das eigentliche Thema. Seiner Ansicht nach sei der Lernende zwar Zwängen, beispielsweise durch die Natur, unterworfen, aber auch autonom. Inspiriert durch Meuelers Thesen ("Unterworfen aber auch frei") entwickelte Ertl-Schmuck später ihren eigenen Ansatz der subjektorientierten Pflegedidaktik.
Mit diesem Prinzip, das sie auch bei der Ausbildung von Pflegelehrern anwandte, ging sie über die damals aktuellen pflegedidaktischen Theorien Karin Wittnebens hinaus. Im Anschluss an ihr Studium promovierte Ertl-Schmuck mit Unterstützung eines Stipendiums der Robert Bosch Stiftung. Die Stiftung hatte im Jahr 1991 ein Programm aufgelegt, das unter dem Motto "Neue Wege zur Verbesserung der Aus-, Fort- und Weiterbildung von Pflegekräften" Promotions- und Habilitationsvorhaben von Pflegewissenschaftlern mit pflegerischer Ausbildung unterstützte, um zur Professionalisierung der Pflege beizutragen. Mit diesem Programm förderte die Robert Bosch Stiftung auch die akademischen Werdegänge von Christel Bienstein und Claudia Bischoff-Wanner, mit der Ertl-Schmuck später zusammen an der Lehrbuch-Reihe "Pflegedidaktik" arbeitete. Ertl-Schmucks Dissertation trug den Titel Eine subjektorientierte Didaktik für die Pflegeausbildung. Eine Auswirkung des Paradigmenwechsels in der Pflege auf die methodische Gestaltung von Pflegeunterricht und ihre Konsequenzen auf die Lehrerausbildung für Pflege.
Im Jahr 2020 trat Ertl-Schmuck in den Ruhestand. Ihre Nachfolgerin auf dem Lehrstuhl für Gesundheit und Pflege der Technischen Universität Dresden wurde am 31. Mai 2021 Anja Walter, mit der Ertl-Schmuck auch in der Fachkommission nach dem Pflegeberufegesetz zusammenarbeitete.

### Die subjektorientierte Pflegedidaktik
Eine der Thesen, die Ertl-Schmucks Subjektorientierter Pflegedidaktik zugrunde liegt, ist das „Andere der Vernunft“. Diese Begrifflichkeit fasst die Empfindungen und Befindlichkeiten zusammen, die schwer in Worten auszudrücken sind – insbesondere auf Patientenseite. Daher ist es für Pflegende wichtig, die Äußerungsmöglichkeiten, die der Betroffene hat und die Ausdrucksformen, die er wählt, erfassen und verstehen zu können. Zudem sind Patienten sehr leiblich orientiert und ihre Situation daher nach Ertl-Schmucks Ansicht nur ungenügend durch theoretische Methoden fassbar. Um Pflegekräfte für zu sensibilisieren und zum adäquaten Handeln zu befähigen, sollte die Pflegepädagogik gemäß der Subjektorientierten Pflegedidaktik „ästhetische“ Lernformen entwickeln und anwenden, die szenisches Lernen und performative Ansätze, wie Theater oder Ausstellungen, nutzen. Die Subjektorientierte Pflegedidaktik floss in die Entwicklung der Rahmenlehrpläne mit ein, die der generalistischen Ausbildung zum Pflegefachmann und zur Pflegefachfrau zugrunde liegen, die mit dem Pflegeberufegesetz 2020 in Deutschland eingeführt wurde.

## Ehrenamtliches Engagement
Von 2018 bis 2024 war Ertl-Schmuck Mitglied der Fachkommission nach dem Pflegeberufegesetz. Dieses Expertengremium wurde vom Bundesgesundheitsministerium und vom Bundesministerium für Familie, Senioren, Frauen und Jugend am 21. November 2018 eingesetzt. Die zehn Ehrenamtlichen aus Pflegewissenschaft und -pädagogik hatten die Aufgabe, auf Basis der im Oktober 2018 mit dem Pflegeberufegesetz in Kraft getretenen Pflegeberufe-Ausbildungs- und Prüfungsverordnung, Lehr- und Ausbildungspläne für Pflegeberufe zu entwickeln. Die Auswahl der Experten basierte auf Vorschlägen der pflegepädagogischen und pflegewissenschaftlichen Fachverbänden sowie der Bundesländer. Die konstituierende Sitzung der Fachkommission nach dem Pflegeberufegesetz erfolgte am 18. und 19. Dezember 2018. Die ausgearbeiteten Rahmenpläne wurden am 26. Juni 2019 die beauftragenden Ministerien zur Prüfung übergeben. Die Fachkommission wurde im November 2024 neu besetzt.

## Publikationen

### Bücher als Herausgeberin
- mit Franziska Fichtmüller: Pflegedidaktik als Disziplin. Eine systematische Einführung, Beltz-Juventa 2009; 2. Auflage 2023, mit Jonas Hänel als weiterem Herausgeber.
- mit Franziska Fichtmüller: Theorien und Modelle der Pflegedidaktik. Eine Einführung (Pflegepädagogik), Beltz-Juventa 2010
- mit Ulrike Greb: Pflegedidaktische Handlungsfelder (Pflegepädagogik), Beltz-Juventa 2013
- mit Ulrike Greb: Pflegedidaktische Forschungsfelder (Pflegepädagogik), Beltz-Juventa 2015
- mit Jonas Hänel: Passagen pflegedidaktischer Arbeit an der Schnittstelle von Hochschule und Schulpraxis, Beltz-Juventa 2018
- mit Jonas Hänel: Theorien und Modelle der Pflegedidaktik. Eine Einführung, Beltz-Juventa 2021
- mit Jeanette Hoffmann: Spannungsfelder zwischen Theorie und Praxis in der Lehrer/innenbildung. Interdisziplinäre Perspektiven, Beltz-Juventa 2020

### Bücher als Mit-Autorin
- mit Ingrid Kollak, Andrea Besendorfer, Claudia Bischoff-Wanner und Gerd Dielmann: Pflegedidaktik H3 Pflege des Menschen mit Herzinfarkt, Thieme Verlag 1996
- mit Claudia Bischoff-Wanner und Gerd Dielmann: Pflegedidaktik H2 Pflege der Haut. Basale Stimulation, Thieme Verlag 1996
- mit Eva Schmitt, Ingrid Kollak, Claudia Bischoff-Wanner und Gerd Dielmann: Pflegedidaktik H2 Pflege verwirrter älterer Menschen, Thieme Verlag 1998
- mit Angelika Unger, Michael Mibs und Christian Lang: Wissenschaftliches Arbeiten in Gesundheit und Pflege, UTB 2014
- mit Frank Arens (hrsg.) und Thomas Evers: Praxisbegleitung in der beruflichen und akademischen Pflegeausbildung. Eine Standortbestimmung (Berufsbildungsforschung), wvb Wissenschaftlicher Verlag Berlin 2015

### Bücher als alleinige Autorin
- Pflegedidaktik unter subjekttheoretischer Perspektive, Mabuse Verlag Wissenschaft 2017

### Buchartikel
- Ertl-Schmuck, Roswitha (2023): Grundsatzfragen der Pflegedidaktik – ein sich wandelnder Diskurs. In: von Gahlen-Hoops, Wolfgang & Genz, Katharina (Hrsg.) (2023): Pflegedidaktik im Überblick. Zwischen Transformation und Diffusion. transcript: Bielefeld. S. 69 f. Pflegedidaktik im Überblick
- Ertl-Schmuck, Roswitha (2023): Subjektorientierte Didaktik in den Gesundheitsberufen. In: Darmann-Finck, Ingrid & Karl-Heinz Sahmel (Hrsg.) (2023): Pädagogik im Gesundheitswesen. Berlin: Springer, S. 247–259.

## Videopodcasts
- Interview mit Roswitha Ertl-Schmuck (Video)
- pflegebildung (16. August 2024): Episode 85: Wegbereiterinnen persönlich (3) – Professorin Dr. Roswitha Ertl-Schmuck im Gespräch mit Roland Brühe (52 Min.) pflegebildung: Roswitha Ertl-Schmuck und Roland Brühe im Gespräch